# ヨナス・ドリュアンデル

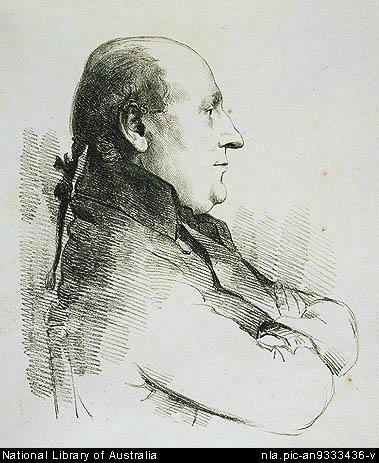
Jonas Dryander.

ヨナス・ドリュアンデル（スウェーデン語: Jonas Carlsson Dryander、1748年3月5日 – 1810年10月19日）は、スウェーデンの植物学者である。

## 経歴
ヨーテボリで生まれた。ウプサラ大学、ルンド大学で学んだ後、1777年にロンドンに渡り、王立協会の司書を務め、1782年にダニエル・ソランダーが没した後、ジョゼフ・バンクスの司書を務めた。主著は『ジョセフ・バンクスの自然史書籍目録』（"Catalogus bibliothecæ historico-naturalis Josephi Banks" (1796-1800)）である。ウィリアム・エイトンの著作"Hortus Kewensis"のためにも働いた。著作には"Anmärkningar vid örtsläktet Albuca" (1784)や "Observations on the genus of Begonia" (1791)がある。
1784年にスウェーデン王立科学アカデミーの外国人会員に選ばれた。ヤマモガシ科のドリアンドラ(属) (Banksia ser. Dryandra:バンクシア属の亜列)に献名された。